# Мистер Крутой
«Мистер Крутой» (кит. трад. 一個好人, кант. ютпхин Jat go hou jan) — гонконгский фильм с боевыми искусствами режиссера Саммо Хуна с Джеки Чаном в главной роли. Один из самых известных фильмов с его участием. Фильм вышел в Гонконге 31 января 1997 года.
Это второй совместный фильм Ричарда Нортона и Джеки Чана после «Городского охотника» 1993 года. Съёмки провелись в Мельбурне, Австралия.
Согласно книге «Я — Джеки Чан: Моя жизнь в действии», Чан повредил шею, когда неправильно исполнил трюк в одной из боевых сцен. Также он сломал нос во время съёмок.
В 2019 году на Blu-ray Disc была выпущена полная версия фильма.

## Сюжет
Телевизионный шеф-повар Джеки помогает в борьбе с местной наркомафией одной телеведущей, которая впутывает его в приключение своей жизни.

## В ролях
- Джеки Чан — Джеки
- Ричард Нортон — Джанкарло
- Мики Ли[кит.] — Мики
- Карен МакЛаймонт — Лакиша
- Габриэль Фицпатрик — Диана
- Винс Полетто — Ромео
- Барри Отто[англ.] — Баджо

## Альтернативные версии

### Версии и изменения в хронометраже
У фильма 3 версии: гонконгская (длительностью 101 минута), японская и международная (длительностью 84 минуты).
В международной версии:
- Изменён саундтрек
- Переставлены местами начальные сцены убийства Тины Джанкарло и кулинарного шоу Баджо и Джеки[4].
- Сокращены или удалены сцены насилия (в частности, насилия над женщинами).

В гонконгской версии:
- Сокращена сцена обеда[5]

## Кассовые сборы
Фильм вышел в китайский Новый Год вместе с другим фильмом Хуна — «Американские приключения». Оба фильма были успешны в прокате, но Мистер Крутой собрал больше — 45 420 457 гонконгских долларов.
Сборы в Америке, где фильм вышел 20 марта 1998 года в 1463 кинотеатрах, были менее впечатляющими. В первый уик-энд он собрал 5 250 704 долларов, всего же в США — 12 716 953 доллара.

## Награды и номинации
| Награды и номинации                  | Награды и номинации                                   | Награды и номинации | Награды и номинации | Награды и номинации |
| Награда                              | Категория                                             | Номинант            | Результат           |                     |
| ------------------------------------ | ----------------------------------------------------- | ------------------- | ------------------- | ------------------- |
| «Золотая лошадь» (1997)              | Премия за лучшую постановку боевых сцен               | Вин Чо              | Победа              |                     |
| «17-я Гонконгская кинопремия» (1998) | Номинация на премию за лучшую хореографию боевых сцен | Вин Чо              | Номинация           |                     |